# Jacques Barraband

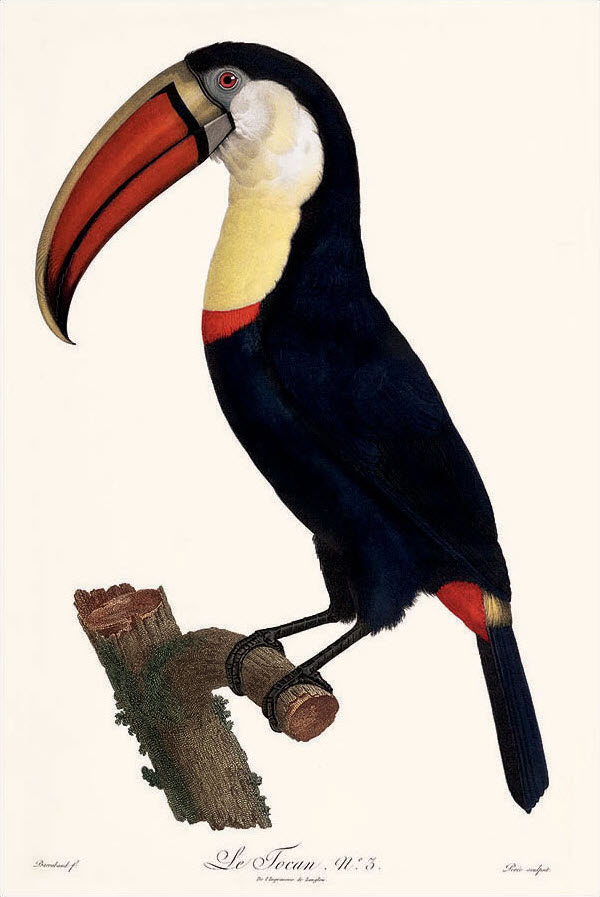
Le Tocan por Jacques Barraband.

Jacques Barraband (ou Pierre-Paul Barraband) (Aubusson, 1767?, batizado em 1768, - Lyon, 1 de outubro de 1809) foi um ilustrador botânico e de animais francês, conhecido por suas representações realistas de aves tropicais. Suas fotos foram baseadas em espécimes empalhados e sua ilustração foi considerada uma das mais precisas feitas durante o início do século XIX.